# Ksar Lamaïz
Ksar Lamaïz (en arabe : قصر المعيز) est un village fortifié dans la province de Figuig, région de l'Oriental à l'est du Maroc .